# Tempelriddernes skat II
Tempelriddernes skat II er en dansk film fra 2007, instrueret af Giacomo Campeotto og skrevet af Phillip LaZebnik og Søren Frellesen. Den er efterfølgeren til Tempelriddernes skat fra 2006 og blev efterfulgt af Tempelriddernes skat III i 2008.

## Handling
Den danske Kong Valdemars hær nærmede sig i 1361 bymurene omkring Visby på Gotland. Imens lagde den unge pige Sigrid spor ud til gemmestedet for en fantastisk skat. Sigrid nåede at fuldføre sin mission, men hun blev fanget og muret inde i et tårn, fordi hun nægtede at afsløre skattens gemmested. 700 år senere skal den 14-årige danske pige Katrine og hendes tre venner Nis, Mathias og Fie, følge sporene for at finde hendes kidnappede far og den forsvundne skat. Men det frygtede Sorte Broderskab er på sporet af dem og skatten.

## Medvirkende
- Julie Grundtvig Wester (Katrine)
- Christian Heldbo Wienberg (Nis)
- Nicklas Svale Andersen (Mathias)
- Frederikke Thomassen (Fie)
- Peter Gantzler (Christian, Katrines far, Tempelriddernes stormester)
- David Owe (Sven, Katrines "fætter")
- Kurt Ravn (Erik Isaksen, Det Sorte Broderskabs leder)
- Trine Pallesen (Dorthe, Katrines mor)
- Birgitte Simonsen (Anette, Nis' mor)
- Thomas W. Gabrielsson (Olaf)
- Pauli Ryberg (Konferencier)
- Tina Gylling Mortensen (Museumsinspektør)
- Niels Ellegaard (Fysikdommer)
- Deni Jordan (Narren)
- Ulf Pilgaard (Johannes, tidl. Stormester)
- Adam Brix Schächter (Sort fægter)
- Bo Thomas (Christian stand in)